# Parco de' Medici
Parco de' Medici è un'area urbana  del Municipio Roma XI di Roma Capitale. Fa parte della zona urbanistica 15E Magliana, nella zona Z. XL Magliana Vecchia.
È un quartiere prettamente amministrativo, con uffici, centri direzionali e sedi legali di importanti aziende italiane.
Negli ultimi anni ha conosciuto un forte sviluppo di strutture ricreative (cinema multisala) e residenziale (appartamenti ed hotel), dovuti principalmente alla contemporanea costruzione della nuova Fiera di Roma sulla direttrice del quartiere.

## Collegamenti
|  | È raggiungibile dalla stazione di Muratella. |

È ben servita, inoltre, da uno svincolo del tratto urbano dell'Autostrada Roma-Fiumicino.